# Jauge
A jauge é um termo francês empregue em náutica para exprimir um valor  resultante das dimensões e características de um  veleiros - peso, comprimento, velame, etc. Dois veleiros com aspecto diferente podem na realidade ter o mesmo valor de jauge. O termo em francês provém de "la jauge de chemin de fer" , a nossa bitola. 
Este valor é usado quando numa regata há vários tipos de veleiro e é preciso calcular o chamado tempo compensado, onde Tempo_compensado = Tempo_real x coeficiente modificador (calculado em função do handicap segundo a jauge) .

## Exemplo
Exemplo da fórmula utilizada para descrever a jauge do 6.5m,   veleiro utilizado pela primeira vez nos JO em 1920
{\displaystyle {\frac {Lf\cdot {\sqrt {S}}}{\sqrt[{3}]{D}}}\leq 2,8}
Lf representa o LWL (Waterline length), o Comprimento da linha de flutuação, S Área da vela (sail area), D peso (displacement)
As principais restrições, são; 
- Cumprimento máximo: 6,50 m
- Peso mínimo: 600 kg
- Calado: 1 m
- Superfície vélica : 30 m2
- Área Max do cockpit area: 2 m2
- The LWL taken into account in the formula is at least of the 4/5 the length.